# Carmeuse
Carmeuse est un groupe multinational à ancrage belge et de droit luxembourgeois qui produit de la chaux et du carbonate de calcium. Entreprise à l'actionnariat familial depuis sa création, elle a été jusqu'en 2023 directement gérée par la famille Collinet. Son Chief Executive Officer est Sébastien Dossogne. 
Son centre de coordination est situé à Louvain-la-Neuve et son siège social à Luxembourg.

## Activité
Le Groupe Carmeuse est un producteur, avec plus de 150 ans d’expérience, dans l’extraction et la transformation de pierre calcaire ou dolomitique en chaux ou produits dérivés pour des usages les plus variés, tels que pour l'industrie (sidérurgie, verrerie, chimie, etc.), l'environnement (traitement des effluents, des eaux, des fumées de centrales électriques ou incinérateurs), l'agro-alimentaire (amendement des sols en agriculture, calcium pour l'alimentation animale, désinfection, additifs alimentaires à base de calcium de haute pureté), la construction (infrastructure, matériaux de construction, béton cellulaire, etc.), etc.
Les implantations wallonnes de Carmeuse sont situées à Engis, Moha (Wanze), Seilles (Andenne), Aisemont (Fosses-la-ville) et Frasnes.

## Historique
Le Groupe Carmeuse a été fondé en 1860 à Moha en Belgique par Léon Collinet, dans la région de la Meuse en Belgique où l'on trouve de nombreux gisements calcaires. Carmeuse se développe progressivement en réunissant différentes carrières indépendantes en Belgique. La société reçoit son nom actuel de Carmeuse en 1925. Au XIXe siècle et jusque dans les années 1930, les procédés d'extraction sont manuels. À la fin des années 1930, la modernisation des installations industrielles et la mécanisation des outils amènent une amélioration de la productivité et de la qualité entraînant une disparition des tailleurs de pierre. Dans les années 1950, les fours rotatifs « Carmeuse-Polysius » permettent d'obtenir une chaux plus pure et plus réactive. Cette nouvelle technologie réduit la taille des grains de 60 à 10 mm tout en diminuant la consommation de chaleur de 35%.
À partir du début des années 1980, Carmeuse se développe à l'étranger en faisant l'acquisition en 1979 de Dixie Lime and Stone en Floride ainsi que des sociétés Sicab en France et Nekami aux Pays-Bas. 
L'expansion mondiale de Carmeuse s'accélère alors : en Turquie (début des années 1990), acquisition de Beachvillime au Canada et d'autres sites de production de chaux aux États-Unis en 1992, LPL (Lime Products Ltd) au Ghana (1996), en Europe centrale (fin 2002), prise de contrôle à 100% de Carmeuse North America (fin 2004), reprise en 2006 de Rockwell Lime aux États-Unis, rachat de 50 % de Kimtas en Turquie à son partenaire local (reprise totale en 2008), reprise de Oglebay Norton aux États-Unis (2008), ouverture d'une d'une usine en Bosnie-Herzégovine après révision complète des installations (2009). En  2013, Carmeuse rachète l'usine de Jelen Do en Serbie où elle investit dans les nouvelles technologies afin de mettre l'usine en ordre au niveau des standards environnementaux et de sécurité. En 2014, Carmeuse étend ses activités vers l'Amérique du Sud (Procecal). En 2015, Carmeuse démarre ses activités au Moyen-Orient (Oman) et démarre une deuxième usine à Salalah l'année suivante (Oman). En 2016, Carmeuse, en partenariat avec GP Group, fait l'acquisition majoritaire de la société Golden Lime en Thaïlande. Cette société est le leader du marché thaï. En 2017, Carmeuse par sa filiale Overseas Carmeuse signe un contrat avec la société 5N Plus, un chef de file de la production de métaux spéciaux et de produits chimiques, pour la distribution de nitrate de plomb à l'industrie minière en Afrique, en Indonésie, aux Philippines et en Papouasie-Nouvelle-Guinée. En 2017, Carmeuse acquiert STT au Canada, puis fonde TecforLime en 2018.  Par le biais de ces deux plateformes, Carmeuse offre son expertise technique, la construction d'équipements, le support technologique à tous les marchés finaux, en adaptant les solutions à chaque situation. En 2018, Carmeuse inaugure le plus grand parc de panneaux photovoltaïques en Wallonie sur son site de Moha, couvrant environ de besoins en électricité de l’entreprise. Carmeuse a ainsi déjà pu réduire son empreinte carbone.  
En 2010, Carmeuse a célébré son 150e anniversaire et a lancé pour l'occasion la Fondation Carmeuse au niveau mondial avec comme thème « L'aide par la formation aux enfants en difficultés ». L'objectif de la Fondation Carmeuse est de créer des partenariats pour offrir aux enfants défavorisés des possibilités d'éducation, de formation ou d'assistance afin d'améliorer leurs chances de réussite dans la vie.
En avril 2023, Rodolphe Collinet a transmis la direction de Carmeuse à Sébastien Dossogne.
Le Groupe Carmeuse est désormais présent dans environ 90 sites de production ou bureaux à travers l’Europe, l'Amérique du Nord et du Sud, l'Asie et le Moyen-Orient et l'Afrique. Il est un des leaders mondiaux dans la production de toutes les formes de calcaire et de ses dérivés, dont la chaux vive, la chaux hydratée et la dolomie. Il emploie environ 5000 personnes et dispose d'une capacité de production de plus de 13 millions de tonnes de chaux par an. En 2022, son chiffre d'affaires s'élevait à 5 milliards €.
Un des défis auxquels Carmeuse fait à présent face est la décarbonation du processus de fabrication de la chaux qui est encore très énergivore et pour laquelle Carmeuse consent des investissements importants. L'objectif ultime, qui s'aligne sur les normes définies au niveau de l'Union européenne, est la neutralité carbone d’ici à 2050. Un partenariat est en projet avec les groupes John Cockerill et Engie. Le projet, baptisé Colombus, vise à trouver une solution industrielle pour produire du gaz de synthèse, en combinant des molécules d’hydrogène et des molécules de CO2. 
Depuis 2015, Carmeuse participe au programme « Life in Quarries », un projet de la Commission européenne cofinancé par l'UE, la Région wallonne et les opérateurs privés qui vise à développer la biodiversité dans et autour des carrières. Des îles et un réseau de mares sont ainsi créées, notamment pour préserver les oiseaux migrateurs mais également des oiseaux comme le grand-duc d’Amérique ou le faucon pèlerin. Carmeuse aménage également différentes zones naturelles : prairies, éboulis, tas de bois, etc.

## Sources
- Carmeuse acquiert le numéro un thaïlandais de la chaux (L'Écho)
- RTL Info Carmeuse lance une OPA sur un concurrent américain